# داريو ماركولين
داريو ماركولين (بالإيطالية: Dario Marcolin)‏ (28 أكتوبر 1971 إيطاليا - ) هو لاعب كرة قدم إيطالي، شارك في الألعاب الأولمبية الصيفية 1992.

## روابط خارجية
- داريو ماركولين على موقع الاتحاد الدولي (مؤرشف)  (الإنجليزية)
- داريو ماركولين على موقع قاعدة بيانات كرة القدم.إي يو (الإنجليزية)
- داريو ماركولين على موقع Soccerbase.com (لاعب) (الإنجليزية)
- داريو ماركولين على موقع عالم كرة القدم.نت (الإنجليزية)
- داريو ماركولين على موقع أوليمبيديا (الإنجليزية)